# استئصال الأمراض المعدية

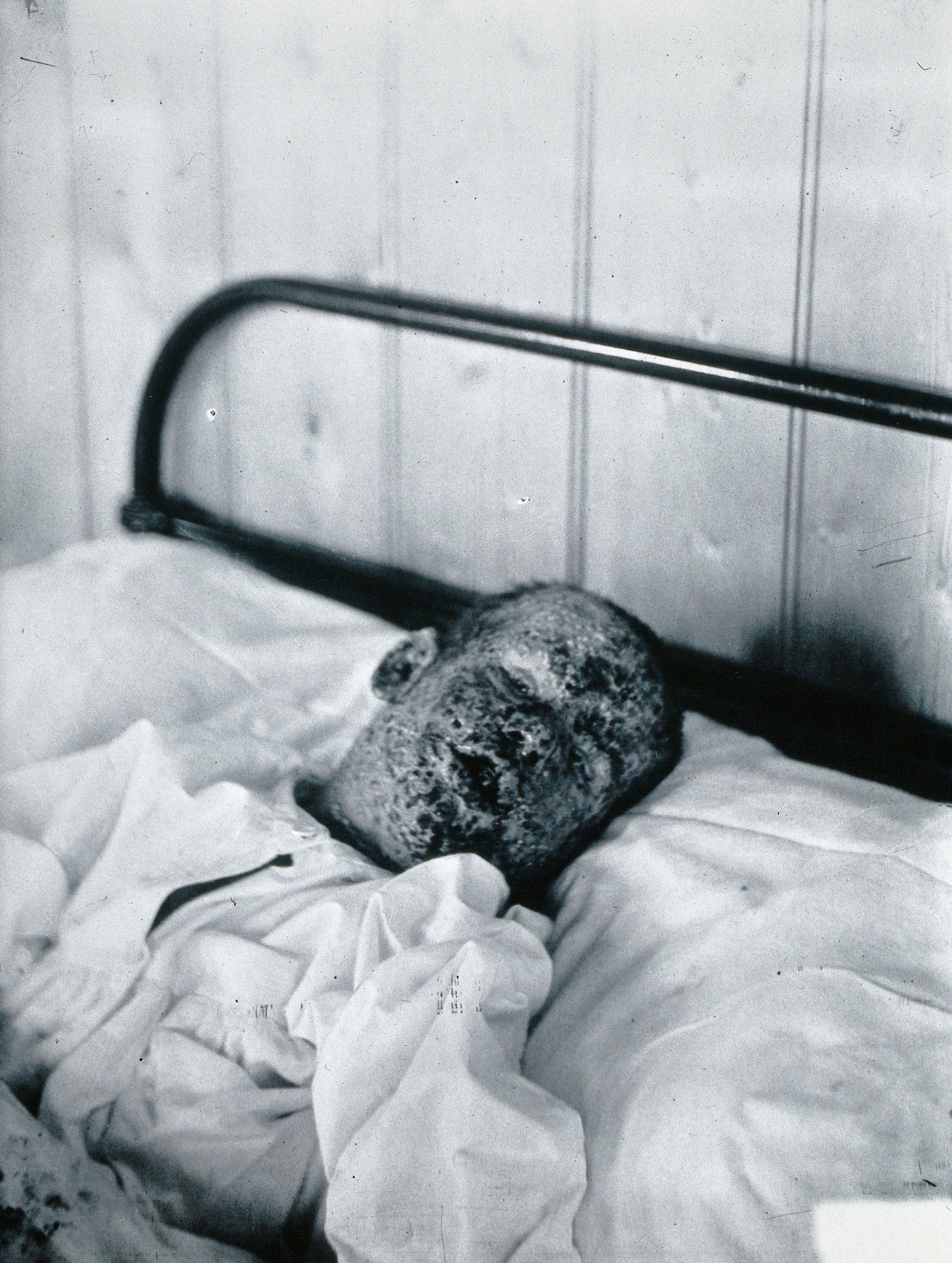

يشير لفظ  القضاء على،  استئصال، أو الإزالة  (بالإنجليزية:  Eradication)‏ إلى تقليل معدل انتشار الأمراض المعدية في البشر المضيفين العالميين للمرض إلى صفر. وفي بعض الأحيان يتداخل هذا اللفظ مع لفظ  الإبادة  أو  التخلص من (مرض)  (بالإنجليزية:  elimination)‏، والذي يصف إما سلوك تقليل انتشار مرضٍ معديٍ بين أفراد مجموعةٍ سكانيةٍ إقليميةٍ إلى صفر، أو تقليل الانتشار العالمي بين كمٍ من البشر غير جدير بالاهتمام. هذا ومزيدٍ من التداخل ينشأ من استخدام مصطلح القضاء على للإشارة إلى الإزالة الشاملة الكلية ل ممرضٍ موجودٍ فعلاً عند فردٍ ما (و المعروف أيضاً باسم تطهير العدوى، وخاصةً ضمن سياق فيروس العوز المناعي المكتسب وبعض أنواع الفيروسات الأخرى حيث هناك بحثٍ جاٍ عن علاجٍ لها.
هذا وقد بُذِلَت ثمان محاولاتٍ للقضاء على الأمراض المعدية – أربعاً منها تعرضن للإحباط والتي استهدفت الدودة الشصية، الملاريا، الداء العليقي (ياوس) والحمى الصفراء، بالإضافة إلى برنامجين ناجحين استهدفا الجدري وطاعون الماشية (بالإنجليزية:  Rinderpest)‏، بالإضافة إلى برنامجين ساريين يستهدفان داء التنينات وشلل الأطفال. كما تم التعرف على خمسة أمراضاً معديةً كذلك في إبريل 2008 على أنه يمكن القضاء عليها باستخدام التقنية الحالية التي تستخدمها فرق العمل بمركز كارتر الدولي للقضاء على الأمراض وتتمثل تلك الأمراض في الحصبة، النكاف، الحصبة الألمانية، داء الفيل وداء الكيسات المذنبة.

## أمراض معدية تم القضاء عليها
تم القضاء قطعياً حتى وقتنا هذا على مرضين معديين – أحدهما يؤثر بصورةٍ خاصةٍ على صحة البشر (الجدري)، والآخر يؤثر على نطاقٍ عريضٍ من الحيوانات المجترة (طاعون الماشية).

### الجدري
أصبح الجدري أول مرض يتم القضاء عليه بواسطة المشاريع البشرية، بالإضافة إلى أنه يعتبر كذلك المرض البشري الوحيد الذي تم القضاء عليه حتى وقتنا هذا. حيث أنه كان المرض المعدي الأول يتم توفير له تطعيمٍ[ ؟ ] عندما أوضح إدوارد جينر في عام 1798 تلقيح[ ؟ ] (Inoculation) البشر بـ جدري البقر (Cowpox) قد يحميهم من الغضابة بمرض الجدري.
حيث كان يتواجد شكلين للفيروس المسبب للجدي،  Variola vera : الأول يتمثل في  variola major ، بمعدل وفيات يتراوح حول 30%، والشكل الثاني يتمثل في  variola minor ، والذي يتسم بمعدل وفياتٍ أقل من الأول بنسبة 1%. وكان قد تم تشخيص آخر حالة إصابة طبيعية بفيروس  variola major  في أكتوبر 1975 في بنغلاديش، بينما آخر حالة إصابة طبيعية لفيروس  variola minor  تم تشخيصها في أكتوبر 1977 في الصومال. هذا ووثقت لجنة العلماء في التاسع من ديسمبر 1979 القضاء العالمي على مرض الجدري وأيدت لجنة الصحة العالمية هذا التوثيق في الثامن من مايو 1980.

### طاعون الماشية
(بالإنجليزية:  Rinderpest)‏
شُنت في القرن العشرين العديد من الحملات للقضاء على مرض طاعون الماشية، وهو مرض فيروسي يُعدي الماشية والحيوات المجترة الأخرى بالإضافة إلى أنه ينتمي إلى نفس العائلة كمرض الحصبة، واعتمدت حملات القضاء تلك أساساً على استخدام التطعيمات الموهنة الحية. وكانت الحملة الأخيرة منها تحت قيادة منظمة الأغذية والزراعة التابعة لالأمم المتحدة. وفي 14 أكتوبر 2010، وبعد مرور تسعة أعوامٍ على آخر حالة تشخيصٍ للمرض، أعلنت منظمة الأغذية والزراعة القضاء على المرض نهائياً.

## عمليات القضاء والإزالة العالمية قيد التنفيذ

### شلل الأطفال
| حالات الإصابة بشلل الأطفال سنوياً |         |         |
| السنة                            | المقدرة | المسجلة |
| 1975                             | -       | 49,293  |
| 1980                             | 400,000 | 52,552  |
| 1985                             | -       | 38,637  |
| 1988                             | 350,000 | 35,251  |
| 1990                             | -       | 23,484  |
| 1993                             | 100,000 | 10,487  |
| 1995                             | -       | 7,035   |
| 2000                             | -       | 2,971   |
| 2001                             | -       | 483     |
| 2002                             | -       | 1,922   |
| 2003                             | -       | 784     |
| 2004                             | -       | 1,258   |
| 2005                             | -       | 1,998   |
| 2006                             | -       | 1,985   |
| 2007                             | -       | 1,315   |
| 2008                             | -       | 1,652   |
| 2009                             | -       | 1,606   |
| 2010                             | -       | 1,294   |
| المراجع:                         |         |         |

شهدت الدول الصناعية تقلصاً واضحاً مؤثراً في معدلات الإصابة بمرض بشلل الأطفال على أثر التنمية والتطوير في اللقاحات في فترة الخمسينات من القرن العشرين. ففي عام 1960، أصبحت تشيكوسلوفاكيا أول دولةٍ تعتمد القضاء على شلل الأطفال بها.
و في عام 1988، مرر كلٌ من منظمة الصحة العالمية، روتاري العالمية، صندوق الأمم المتحدة للطفولة، مراكز مكافحة الأمراض واتقائها الأمريكي مبادرة عالمية للقضاء على شلل الأطفال. حيث تمثل الهدف القائم وراء تلك المبادرة في القضاء على شلل الأطفال بحلول عام 2000. وتوقعت الخطة الإستراتيجية المحدثة في الفترة من 2004 إلى 2008 أن يتم إنجاز قضاءٍ عالميٍ بوقف انتقال الفيروس المسبب لشلل الأطفال، بواسطة استخدام إستراتيجيات التلقيح المنتظمة، حملات التلقيح الإضافية، ومراقبة الاجتياحات المحتملة. هذا وقدرت منظمة الصحة العالمية أن عمليات التوفير العالمية والناجمة من القضاء على المرض، بسبب تكلفة الإعاقة والعلاجات المهدرة، قد تزيد عن مليار دولاراً أمريكياً.
و قد أعلنت المناطق التالية خلوها من أي إصابةٍ جديدةٍ بشلل الأطفال:
- الأمريكيتان في عام 1994،
- المنطقة الهندية وغرب المحيط الهادي (عام 1997)،
- أوروبا (في عام 1998) و
- منطقة غرب الهادي ومنها الصين (2000).

و نلاحظ أنه في عام 2001 تم التبليغ عن إصابة 483 حالةً فقط بمرض شلل الأطفال، ليصبح عام 2001 بذلك أقل عاماً لمعدلات انتشار الشلل السنوية. على الرغم من ذلك، وبعد توقف التطعيمات في نيجيريا في الفترة من 2003 وحتى 2004 بالإضافة إلى انخفاض كمية التلقيح في الهند في الفترة من 2001 وحتى 2002، ظهرت حالات انتقالٍ لشلل الأطفال مجدداً: حيث أنه في الفترة من 2002 وحتى 2009، ظلت أعداد الإصابات المعلنة عالمياً تتراوح بين 750 و 2000 سنوياً، وكان عدد الحالات في 2009 نحو 1606 حالة إصابةٍ بالشلل. وكانت بعض حالات الإصابة تلك ناتجة عن الوفود في 31 دولةً والتي كانت قد قطعت التطعيمات في وقتٍ سابقٍ، مما أدى إلى العديد من حالات الاجتياح؛ وكانت 19 دولةً من تلك الدول قد أعلنت عن وجود إصاباتٍ بها في عام 2009. في حين ظلت أربع دولاً إضافيةً تعاني من انتقالٍ للفيروس المسبب للشلل بدون انقطاع (و هي نيجيريا، الهند، باكستان وأفغانستان). مما يجعل الحصيلة الإجمالية الحالية في عام 2010 تقف عند 1294 حالةً في 20 دولةً.

### داء التنينات
| حالات الإصابة العالمية بدودة غينيا سنوياً |                     |       |
| السنة                                    | الحالات المعلن عنها | الدول |
| 1989                                     | 892,055             | 16    |
| 1995                                     | 129,852             | 19    |
| 2000                                     | 75,223              | 16    |
| 2001                                     | 63,717              | 16    |
| 2002                                     | 54,638              | 14    |
| 2003                                     | 32,193              | 13    |
| 2004                                     | 16,026              | 13    |
| 2005                                     | 10,674              | 12    |
| 2006                                     | 25,217              | 10    |
| 2007                                     | 9,585               | 9     |
| 2008                                     | 4,619               | 7     |
| 2009                                     | 3,190               | 5     |
| 2010                                     | 1,797               | 6     |

يعترض مرش داء التنينيات والمعروف أيضاً باسم مرض دودة غينيا مرضاً طفيلياً مؤلماً مسبباً للعجز وتسببه دودة، معروفة باسم يرقات التنينة المدينية. فهو ينتشر على أثر شرب المياه الموبوءة بمجدافيات الأرجل العائلة ليرقات التنينة. وقد قاد مركز كارتر الجهود المبذولة للقضاء على المرض، جنباً إلى جنب مع مراكز مكافحة الأمراض واتقائها، منظمة الصحة العالمية، اليونسيف، بالإضافة إلى مؤسسة بيل ومليندا غيتس.
و على عكس بعض الأمراض كالجدري وشلل الأطفال، لا يوجد لقاح أو دواء لعلاج مرض دودة غينيا. ومن ثم فقد بُنيت جهود القضاء على المرض على جعل موارد مياه الشرب أكثر أمناً (مثل توفير مياه الآبار الصالحة أو من خلال معالجة المياه بمبيدات اليرقات)، أو على احتواء العدوى والتربية لممارسات مياه شربٍ آمنة. وقد أسفرت تلك الإستراتيجيات عن العديد من عمليات النجاح ومنها: قللت جهود القضاء على مرض دودة غينيا على مدى عقدين من الزمن من معدل الإصابة العالمي بالمرض إلى 1797 في عام 2010، والتي انخفضت من مقدار 3.5 مليون حالة إصابةٍ في عام 1986 م. إلا أن معدلات النجاح كانت أقل مما كان متوقعاً لها – في الهدف الأاصلي للقضاء على المرض عام 1995 م. ولكن منظمة الصحة العالمية اعتمدت وأعلنت خلو 180 دولةً من المرض، ولكن خمس دولاً فقط – السودان، غانا، مالي، أثيوبيا وتشاد – أعلنت وجود انتقالٍ محليٍ لدودة غينيا بها في عام 2010 (بالإضافة إلى دولةٍ إضافيةٍ، النيجر، أعلنت عن حالاتٍ وافدةٍ لها). وكانت نسبة 94% من الحالات المعلن عنها في عام 2010 متواجدة في جنوب السودان. واعتباراً من عام 2010، تنبأت منظمة الصحة العالمية أنه لن يتحقق قضاءً كاملاً على المرض قبيل مرور بضعة سنواتٍ، وذلك بُناءً على القاعدة القائمة أن الأمر يستغرق الدول من 6- 12 عاماً لتتخلص من انتقال دودة غينيا بعد أن يتم الإعلان عن نفس عدد حالات الإصابة التي تم الإعلان عنها في السودان 2009 م.

## عمليات الاستئصال الإقليمية القائمة أو الجارية
تم استئصال بعض الأمراض بالفعل من العديد من المناطق بالعالم، و/أو يتم استهدافها حالياً من أجل الاستئصال الإقليمي. حيث يوصف هذا السلوك في بعض الأحيان باسم (الاستئصال أو القضاء على) (بالإنجليزية:  eradication)‏، وذلك على الرغم من أن المصطلح هذا لا يُستخدم تقنياً إلا عندما يتم تطبيق عملية القضاء على المرض على صعيدٍ عالميٍ. حتى بعد نجاح عملية التخلص من (بالإنجليزية:  elimination)‏ المرض بصورةٍ إقليميةٍ بنجاحٍ، إلا أن التدخلات لابد من استمرارها للوقاية من أن يُعاد انتشار المرض مرةً أخرى. حيث نلاحظ أن ثلاثة أمراضٍ تم تسجيلها (و هي داء الفيل الليمفاوي، الحصبة والحصبة الألمانية) هي من بين الأمراض التي يُعتقد أنه تم القضاء عليها واستئصالها على يد قوة العمل الدولية لاستئصال الأمراض، ولو كان هذا الأمر ناجحاً، فقد تُثبت برامج الاستئصال الإقليمي أنها حققت إنجازاً تاريخياً على برامج الاستئصال العالمية اللاحقة لها.
و هذا القسم لا يغطي التخلص من المرض حيث أنه يُستخدم ليعني ضبط البرامج المكافحة بكفاءة لتقليل أعباء الأمراض المعدية أو المشكلات الصحية الأخرى إلى مستوى يعتبر تأثيرها منخفض على الصحة العمومية، مثل حملات الجذام، الكزاز، أو ناسور الولادة (بالإنجليزية:  Obstetric fistula)‏.

### الملاريا
تم التخلص من مرض الملاريا في كلٍ من الولايات المتحدة الأمريكية، بأستراليا وأوروبا الغربية. (فلتنظر مثلاً على سبيل المثال برنامج استئصال الملاريا الوطني (بالإنجليزية:  National Malaria Eradication Program)‏). ومع بدايات عام 2009، كانت 39 دولةً في طريقها للتخلص من كلياً أو جزئياً الرض في منطقتها. وقد عرَّفت منظمة الصحة العالمية التخلص من مرضٍ ما (بالإنجليزية:  elimination)‏ على أنه ألا يوجد انتقال محلي للمرض خلال ثلاثة سنواتٍ ماضيةٍ. كما قامت المنظمة كذلك بتعريف «مرحلة التخلص من المرض» عندما تكون دولةٌ ما على حافة التخلص من الملاريا، حيث يكون معدل الإصابة <حالة إصابةٍ واحدةٍ لكل 1000 فرداً من المعرضين للإصابة سنوياً. فبناءً على التقرير العالمي لمنظمة الصحة العالمية للملاريا عام 2008، كان هناك 10 دولاً في «مرحلة التخلص من مرض الملاريا» بحلول يوليو 2008 (الجزائر، الأرجنتين، أرمينيا، مصر، سلفادور[ ؟ ]، العراق، باراغواي، كوريا، السعودية وتركمانستان) بالإضافة إلى 11 دولةً إضافيةً في المرحلة التمهيدية لمرحلة التخلص من الملاريا (أي أن معدل الإصابة<خمس حالاتٍ لكل 1000 فرداً من المعرضين للإصابة سنويا). هذا وأن بعض الدول والتي لا تنتمي إلى مرحلة التخلص من الملاري تتخذ إجراءاتها حالياً تجاه عملية التخلص من الملاريا. على سبيل المثال، التخلص من الملاريا في آخر جزيرةٍ متبقيةٍ في منطقة الكاريبي ليكون فيها انتقال متوطن للمرض، جزيرة هيسبانيولا، في طريقه للإنجاز. وتتمثل الأدوات الرئيسية لعملية التخلص من الملاريا في علاج الملاريا، شبكات الناموس (الناموسيات)، ومكافحة الناقلات (الحشرات الناقلة للمرض). هذا وتعتبر الملاريا متوطنة في واحدةٍ من الدولتين القائمتين على الجزيرة، هاييتي، في إجمالي 83 من أصل 143 بلديةً في جمهورية الدومنيكان. كما أن الصين تحل تركيز انتباهها من المكافحة إلى التخلص من المرض، مع التركيز المبدئي على التخلص من المرض في جزيرة مقاطعة هينان.
كما كان هناك مناقشة حول الاسئصال العالمي للمرض. ففي منتدى الملاري التابع لمؤسسة غيتس والمنعقد في أكتوبر 2007، دعى كلٌ من بيل غيتس وميليندا غيتس]] إلى مخططٍ جديدٍ لاستئصال مرض الملاريا، وذلك من خلال الاستفادة إلأى أقصى الحدود من الأدوات المتاحة حالياً في حين محاولة البحث في واستقصاء سبلٍ جديدةٍ. ومنذ عامٍ تقريباً، وفي 25 سبتمبر 2008، كشفت شراكة دحر الملاريا (Roll Back Malaria Partnership) النقاب عن خطة عمل الملاريا العالمية (Global Malaria Action Plan)، والتي فيها تم اقتراح سلسلةٍ من المقاييس والمعايير لاستئصال مرض الملاريا كخطرٍ عالميٍ على الصحة العامة مع حلول 2015 م، حيث ستم القضاء على كل عمليات نقل الملاريا فيما بين 8- 10 دولاً في نفس التاريخ المقرر، مما يساعد في تحقيق خطوات وآليات الاستئصال العالمي للمرض.

### داء الفيل الليمفوي
تتمثل الإصابة بداء الفيل في صورة عدوى للجهاز الليمفاوي بالديدان المسببة لداء الفيل والمنقولة عن طريق البعوض والتي قد تسبب داء الفيل. وقد أوضحت الدراسات أنه يمكن القضاء على انتقال العدوى عندما يتم الحفاظ على تناول جرعةٍ مفردةٍ من تركيبةٍ دوائيةٍ يتم تناولها عن طريق الفم سنوياً لسبع سنواتٍ تقريباً. وتتمثل إستراتيجية استئصال انتقال داء الفيل في توزيع كمياتٍ من الدواء الذي يقتل ديدان الميكروفيلاريا الدقيقة ويوقف انتقال الطفيل بواسطة البعوض في المجتمعات المتطن فيها المرض. ويتم استخدام عقار ألبيندازول (albendazole) والذي تبرعت به شركة غلاكسو سميث كلاين (GlaxoSmithKline) في منطقة أفريقيا جنوب الصحراء مع عقار إيڤيرميكتين (ivermectin) والذي تبرعت به شركة ميرك شارب ودوم (Merck Sharp & Dohme) لعلاج المرض، في حين يُسخدم ألبيندازول في أماكنٍ أخرى من العالم مصاحباً لعقار ديثيلكاربامازين (diethylcarbamazine). وهنا نلاحظ أنه من الأفضل استخدام تركيبةٍ من الأدوية لتقليل أعداد الميكروفلاريا في الدم. هذا ويُقلل استخدام ناموسيات الأَسِرة المعالجة بمبيدات الحشرات من انتقال داء الفيل وذلك من خلال إقلال فرص التعرض لعضات البعوض. كما أنه في الأمريكيتين، تقع>90% من أعباء مرض داء الفيل على جزيرة هيسبانيولا (والمتألفة من هاييتي وجمهورية الدومينيكان). مما دعى إلى ضرورة الحاجة إلى إتخاذ الإجراءات للتخلص من المرض في تلك المنطقة حالياً، نتيجةً لذلك فإن جهود التخلص من المرض قائمةٌ هناك فعلاً جنباً إلى جنب مع جهود التخلص من مرض الملاريا كما تم وصفه آنفاً؛ فجمهورية الدومينيكان تتوقع أن تتخلص من بؤر التوطن السبعة بحلول عام 2010، إلا أن مرض داء الفيل ما زال متطونٍ هناك بمعدلٍ يتراوح من 110 إلى 140 حالةً في هاييتي.
اعتباراً من كتوبر 2008، قُدِّرَت جهود البرنامج العالمي للتخلص من داء الفيل بأنها نجحت في وقاية 6.6 مليون حالة إصابةٍ جديدةٍ من الوقوع بين الأطفال، وأنها نجحت في وقف تقدم المرض بين 9.5 مليون فرداً آخراً والذين كانوا بالفعل قد تعرضوا للمرض. وإجمالاً، فقد تم بيع العلاج المجمع في 48 دولةً من بين 83 دولةً، وأفادت التقارير الواردة التخلص من انتقال المرض في 21 دولةً.

### الحصبة
تبنت خمس مناطقاً من أصل ستةٍ تابعةٍ لمنظمة الصحة العالمية أهدافاً بالتخلص من الحصبة، وفي الاجتماع 63 لجمعية الصحة العالمية في مايو 2010، وافقت الوفود على التحرك صوب عملية الاستئصال تام للمرض، وعلى الرغم من عدم صياغة وتحديد تاريخٍ عالميٍ يتم الاتفاق عليه كموعدٍ أقصى للاستئصال، إلا أن الأمريكيتين حددتا في عام 1994 العام 2002 للتخلص من الحصبة و 200 لوقف انتقال الحصبة الألمانية، وقد نجحوا في تحقيق التخلص الإقليمي من الحصبة في عام 2002، على الرغم من وجود بعض الاجتياحات الموسمية الصغيرة من الحالات الوافدة منذ ذلك الوقت. هذا وقد حددت أوروبا تاريخاً متوقعاً لها للتخلص من انتقال الحصبة بحلول عام 2010، إلا أن ذلك الهدف تعرض للعرقلة بسبب جدل تطعيم إم إم آر (MMR vaccine controversy) والذي زُعِمَ أنه قد يتسبب في معاناة صاحبه من اضطرابات طيف التوحد، وكذلك بسبب انخفاض جرعات التناول في بعض المجموعات المحددة، ولكنه وعلى الرغم من تحقيق مستوياتٍ منخفضةٍ في عام 2008، إلا أن الدول الأوروبية منذ ذلك الحين شهدت انتشاراً قليلاً للمرض في بعض الحالات فقط. كما أن منطقة شرق البحر الأبيض المتوسط قد حددت تاريخاً لاحقاً لها للتخلص من الحصبة بها وذلك بحلول عام 2010، وهدفت منطقة غرب الهادي إلى التخلص من المرض بحلول 2012، وفي عام 2009 وافقت اللجنة الإقليمية لإفريقيا على تحديد عام 2020 كأقصى موعدٍ لها للتخلص من الحصبة بها. ومن ثم فنلاحظ أنه اعتباراً من مايو 2010، فإن منطقة جنوب شرق آسيا فقط هي الوحيدة التي لم تحدد أي تاريخٍ بعد للتخلص من انتقال الحصبة بها.
و في عام 2005، وافق العالم على هدف يتعلق بتقليل وفيات الحصبة بنسبة 90% بحلول عام 2010 من أصل 757.000 حالة وفاةٍ في عام 2000؛ وأظهرت النسبة المقدرة في عام 2008 انخفاضِ بنسبة 78% حتى وقتنا هذا ليصل عدد الوفيات إلى 164.000 حالةً. على الرغم من ذلك، فقد كان الكثيرون يحاولون دفع المحاولات العالمية لاستئصال المرض. حيث تم تحديث هذه الجهود من قبل جمعية الصحة العالمية في عام 2010 لتستهدف تقليل نسبة الوفيات بمعدل 95% بحلول عام 2015، جنباً غلى جنب مع التطعيمات الخاصة والأهداف البنائية، هذا بالإضافة إلى أنه في مقابلةٍ في نوفمبر 2010، أعلنت مجموعة الخبراء الاستشارية للمناعة أن: «الحصبة يمكن ويجب استئصالها». وكانت دراسةٌ قد تم إجراؤها حول تكلفة استئصال الحصبة مقارنةً بتكلفة الإبقاء على المكافحة غير المحددة وذلك في عام 2009 بواسطة منظمة الصحة العالمية ومؤسسة بيل وميليندا غيتس.

### الحصبة الألمانية
استهدفت منظمة الصحة العالمية منطقتين للتخلص من مرض الحصبة الألمانية. حيث جعلت منطقة الأمريكيتين من نفسها هدفاً للتخلص الإقليمي من الحصبة الألمانية وأعراض الحصبة الألمانية الخلقية بحلول 2010. واعتباراً من 2010، فإن آخر حالةٍ متوطنةٍ مؤكدة مصابة بالحصبة الألمانية في الأمريكيتين كانت في الأرجنتين في فبراير 2009، كما أنه تُجرى حالياً عملية تثبتٍ من التخلص الإقليمي من من المرض ومن المقرر لها أن تُكتمل بحلول 2012. كما أن المنطقة الأوروبية التابعة لمنظمة الصحة العالمية قد صاغت لنفسها هدفاً للتخلص من المرض بحلول 2010. على الرغم من ذلك، واعتباراً من 2008 فما زالت هناك 20.579 حالة إصابةٍ بالحصبة الألمانية، ولكن 311 منها فقط هو الذي تم التأكد منها معملياً، وذلك ضمن بيانات محيط الـ 27 دولةً التابعة لشبكة مراقبة مجتمع الاتحاد الأوروبي للأمراض المعدية التي يمكن الوقاية منها بالتطعيمات EUVAC (Surveillance Community Network for Vaccine Preventable Infectious Diseases).

### داء كلابية الذنب (العمى النهري)
يعتبر داء كلابية الذنب أو داء (العمى النهري أو عمى الأنهار) السبب الثلاني في العالم للإصابة المعدية بالعمى. ويرجع السبب في الإصابة به إلى ديدان Onchocerca volvulus الأسطوانية، والتي تنتقل إلى البشر من خلال عضات الذبابة السوداء (black fly). وتجرى حالياً عملية تخلصٍ من المرض في منطقة الأمريكيتين، حيث يكون هذا المرض متوطناً في كلٍ من البرازيل، كولومبيا، إكوادور، غواتيمالا، المكسيك]] وفينزويلا. ويمثل العلاج بكمياتٍ من إيفرميكتين الأداة الأساسية للعلاج من المرض ومواجهته. فإن نجح هذا الأمر في الأمريكيتين، ستكون المنطقة الموبوءة الوحيدة في العالم تتمثل في كلٍ من أفريقيا واليمن. ففي أفريقيا، يُقَدَّرُ أن> 102 مليون فرداً في 19 دولةً يعانون من خطرٍ عالٍ للإصابة بمرض داء كلابية الذنب، وفي عام 2008، تلقى 56.7 مليون مواطناً في 15 دولةً من تلك الدول علاج إيفرميكتين من خلال تدخل الدولة وتوفيره. ومنذ تبني مقاييس وإجراءات ذلك العلاج في عام 1997، أورد البرنامج الإفريقي لمكافحة داء كلابية الذنب في تقريره ما يفيد انخفاضاً في انتشار المرض في تلك الدول الواقعة تحت التعديل من مستوى قبيل التدخل العلاجي بنسبة 46.5% في عام 1996 إلى 28.5% في عام 2008. هذا وتحاول بعض الدول الإفريقية جاهدةً مثل أوغندا التخلص من المرض بالإضافة إلى ورود تقارير عن تخلصٍ ناجحٍ من بؤرتين متوطنتين للمرض في عام 2009 في كلٍ من مالي والسنغال.

### الداء العليقي (ياوس)
نادراً ما يكون مرض الداء العليقي (ياوس) مميتاً إلا أنه يعتبر مرضاً مشوهاً بدرجةٍ عاليةٍ وتسببه بكتريا Treponema pertenue لولبية الشكل، والتي تعتبر أحد أقرباء بكتريا Treponema pallidum المسببة للزهري[ ؟ ]، وهي تنتشر من خلال الجلد إلى جلد بالاتصال بين الجروح المعدية. ونلاحظ أن معدل الانتشار العالمي لهذا المرض والأمراض المتوطنة الأخرى الخاصة بالديدان اللولبية المثقوبة (التريماتوديس)، كالبَجَل (اللولبية البجلية) (Bejel) وبنتا[ ؟ ] (Pinta)، قد تناقص بسبب برنامج المكافحة العالمية للولبيات (Treponematoses) في الفترة بينت 1952 و 1964، وذلك من 50 مليون حالةً إلى نحو 2.5 مليون حالةً (أي تناقصٍ بما يعادل 95%). على الرغم من ذلك، وبعد توقف ذلك البرنامج، بقيت تلك الأمراض على معدل انتشارٍ منخفضٍ في أجزاء آسيا، إفريقيا والأمريكيتين ولكن مع اجتياحاتٍ أو حالات تفشيٍ متفرقةٍ. ويستهدف في وقتنا الحالي المكتب الإقليمي الجنوب شرق آسيوي التابع لمنظمة الصحة العالمية التخلص من المرض في الدول المتوطن فيها المرض والباقية في تلك المنطقة (الهند، أندونيسيا وتيمور الشرقية) وذلك بحلول عام 2010، وحتى وقتنا هذا، يبدو أن هذه الجهود كللتها نسبةٌ من النجاح فقط، وذلك بسبب أن الهند لم تشهد أي حالة غصابةٍ منذ عام 2004 م.

### اعتلال الدماغ الاسفنجي البقري (جنون البقر) ومرض كروتزفلت- جاكوب المتغير الجديد
على أثر ظهور مرض مرض كروتزفيلت – جاكوب المتوطن في المملكة البريطانية في فترة التسعينات من القرن العشرين، تم تدشين العديد من الحملات للتخلص من مرض جنون البقر في الماشية عبر منطقة الاتحاد الأوروبي وما وراء ذلك كذلك والتي ظهر فيها أنها استطاعت تحقيق معدلاتٍ ضخمةٍ من التخلص من المرض في حصيلة الماشية التي تعاني من المرض. وقد تناقصت حالات الإصابة بمرض كروتزفيلت- جاكوب منذ ذلك الوقت، على سبيل المثال من معدل الذروة السنوية في المملكة البريطانية من 28 حالةً في عام 2000 إلى ثلاث حالاتٍ في عام 2010 م.
و على أثر جهود التخلص من المرض القائمة، لم يرد أي تقارير عن حالات إصابةٍ بمرض جنون البقر سوى عن وجود 45 حالةً فقط في عام 2010، وهي تمثل النسبة الأقل منذ عام 1988 م.

## في الخيال العلمي
أصبحت الحضارات المستقبلية الغريبة والواردة من الفضاء الخارجي، والتي تم استئصال جميع الأمراض المعدية بها، جزءً أساسياً من أعمال الخيال العلمي. وتتضمن الأمثلة:
رواية حرب العوالم (وور أوڤ ذا ورلدز) (The War of the Worlds) بقلم هربرت جورج ويلز، والتي فيها استئصال الجنس المريخي كل الأأمراض المعدية الموجودة على المريخ، مما جعلهم ضعفاء في مواجهة ممرضات (باثوجين) الكرة الأرضية وذلك على أثر ضمور دفاعاتهم الطبيعية.
رواية الصراع الحتمي (رواية) (إيفايتبل كونفلكت)، بقلم إسحاق أسيموف، والتي تصف التشغيل المستقبلي بواسطة الآلات في الصورة التي يرون أنها أفضل ما يُفضي إلى تحقيق مصالح الإنسان، وجاء في الرواية «لقد قضينا على بعوضة الأنوفيلة وذبابة التسي تسي.»

## وصلات خارجية
- فريق عمل مركز كارتر لاتئصال الأأمراض
- صفحة استئصال مرض شلل الأطفال
- الصفحة الرئيسية لمنظمة الصحة العالمية